# Konrad Szabelewski
Konrad Szabelewski, ps. „Lew”, fr. Conrad Shabelewski (ur. 6 listopada 1930 w Warszawie, zm. 23 lutego 2021 w Monako) – polski i francuski architekt, żołnierz AK i powstaniec warszawski, harcerz Szarych Szeregów.

## Życiorys
Syn skrzypka Opery Warszawskiej Ryszarda Szabelewskiego i jego żony Jadwigi, bratanek tancerza Jerzego Szabelewskiego. Od 1937 roku był związany z harcerstwem, w 1940 roku wstąpił do Szarych Szeregów, przyjmując pseudonim „Lew”. W 1944 roku złożył przysięgę harcerską i AK-ską. Po wybuchu powstania warszawskiego, był początkowo strzelcem a następnie strzelcem w Zgrupowaniu „Chrobry II”.    
Po zakończeniu wojny uczył się w gimnazjum im. Hugona Kołłątaja, w 1949 zdał maturę i rozpoczął studia na Wydziale Architektury Politechniki Warszawskiej. Równolegle do studiów pracował w pracowni profesora Bohdana Pniewskiego. Od 1945 prowadził działalność harcerską w 8 Warszawskiej Drużynie Harcerskiej im. Kazimierza Pułaskiego i był jej drużynowym do 1949 roku. Gdy rozwiązano dotychczasowe struktury ZHP pełnił służbę w ukryciu do 1956 roku i na rozkaz byłego hufcowego phm. Stefana Sosnowskiego, objął 8 WDH przy gimnazjum i liceum im. Mikołaja Reya.   
W 1957 roku organizuje obóz letni drużyny nad Jeziorem Białym, ćwicząc harcerzy w specjalności drużyny – pionierce. Na tle obozowego życia, reżyser i harcerz Szarych Szeregów – phm. Władysław Ślesicki nakręcił krótkometrażowy film o harcerzach pod tytułem W Gromadzie Ducha Puszczy.   
W 1956 ukończył studia. Po roku okazało się, że nie jest możliwa działalność harcerska na dotychczasowych zasadach. Była to jedna z przyczyn wyjazdu Konrada Szabelewskiego początkowo do Francji, a następnie do księstwa Monako. Swoim życiem oraz postępowaniem wielokrotnie pokazywał jak istotne jest dla niego harcerstwo, o czym świadczą poniższe słowa: „Ja mogę powiedzieć, że harcerstwo, które zacząłem w 1937 roku, bez przerwy pełniłem służbę, do 1957 roku. Wyjaśniam, dlaczego bez przerwy. Dlatego że to były wspaniałe czasy. Ja harcerstwo mam, że tak powiem, we krwi. Ja jestem jednym z tych, co to mówią, że harcerzem to [jest się] na całe życie, to niektórzy się śmieją ze mnie. No dobra, mniejsza z tym. Harcerstwo to jest nie tylko jakaś tam pionierka czy metodyka baden-powellowska. To jest jakiś stan specyficzny, jak gdyby inny światopogląd na wiele spraw, otwarcie jakieś inne w stosunku do innych”.    
W 1960 roku, wspólnie z dwoma kolegami ze studiów, Januszem Mateckim i Stefanem Mareszem, otworzyli pracownię architektoniczną Atelier 3, która działała we Francji i na Korsyce do 1978 roku, realizując kilkaset obiektów. Od 1987 do 1993 roku wykładał w Wyższej Szkole Architektury, Urbanistyki i Przestrzeni przy ULCA w Nicei. Zaprojektował i zrealizował liczne wille i rezydencje, zespoły mieszkalne, miasteczka, szpital, hotele, a także wnętrza oraz zajmował się pracami konserwatorskimi zabytków. W 2020 roku przeszedł na częściową emeryturę, zmniejszając aktywność zawodową. Członek Ordre des Architectes we Francji, członek honorowy Le Saca w Nicei, członek SARPFR w Paryżu. Mieszkał na stałe w Monako.        
Po sprowadzeniu prochów do Polski, został pochowany 4 sierpnia 2021 w Warszawie, na Cmentarzu Wojskowym na Powązkach w kwaterze B 38-2-4.        